# 1307 en Angleterre
Chronologie de l'Angleterre
- 1303
- 1304
- 1305
- 1306
- 1307
- 1308
- 1309
- 1310
- 1311

Cette page concerne l'année 1307 du calendrier julien.

## Naissances en 1307
- Date inconnue :
  - William d'Alton, prêtre dominicain
  - John Arderne, chirurgien
  - Isabelle de Lancastre, nonne
  - Maud Mortimer, noble

## Décès en 1307
- 20 avril : William Hamilton, Lord grand chancelier
- 23 avril : Jeanne d'Angleterre, comtesse de Gloucester et de Hereford
- 7 juillet : Édouard Ier, roi d'Angleterre
- 17 septembre : William Gainsborough, évêque de Worcester
- 21 septembre : Thomas Bitton, évêque d'Exeter
- 13 octobre : Gilbert de Umfraville, 7e comte d'Angus
- Date inconnue : 
  - Elias Beckingham, prêtre et juge
  - William Bodrugan, archidiacre de Cornouailles
  - Gilbert de Clare, seigneur de Thomond
  - Walter de Fulburn, Lord Chancelier d'Irlande
  - Geoffroy de Langley, diplomate
  - Pierre de Langtoft, chroniqueur
  - Jeanne de Montchensy, 1re comtesse de Pembroke